# Nievenheim
Nievenheim ist seit der kommunalen Neugliederung 1975 ein Stadtteil der Stadt Dormagen im Rhein-Kreis Neuss. Er liegt rund vier Kilometer nordwestlich von Dormagen.
Nievenheim (zu dem auch Ückerath gehört) hatte 2024 knapp 6800 Einwohner und ist damit einer der einwohnerstärksten Stadtteile Dormagens.

## Lage

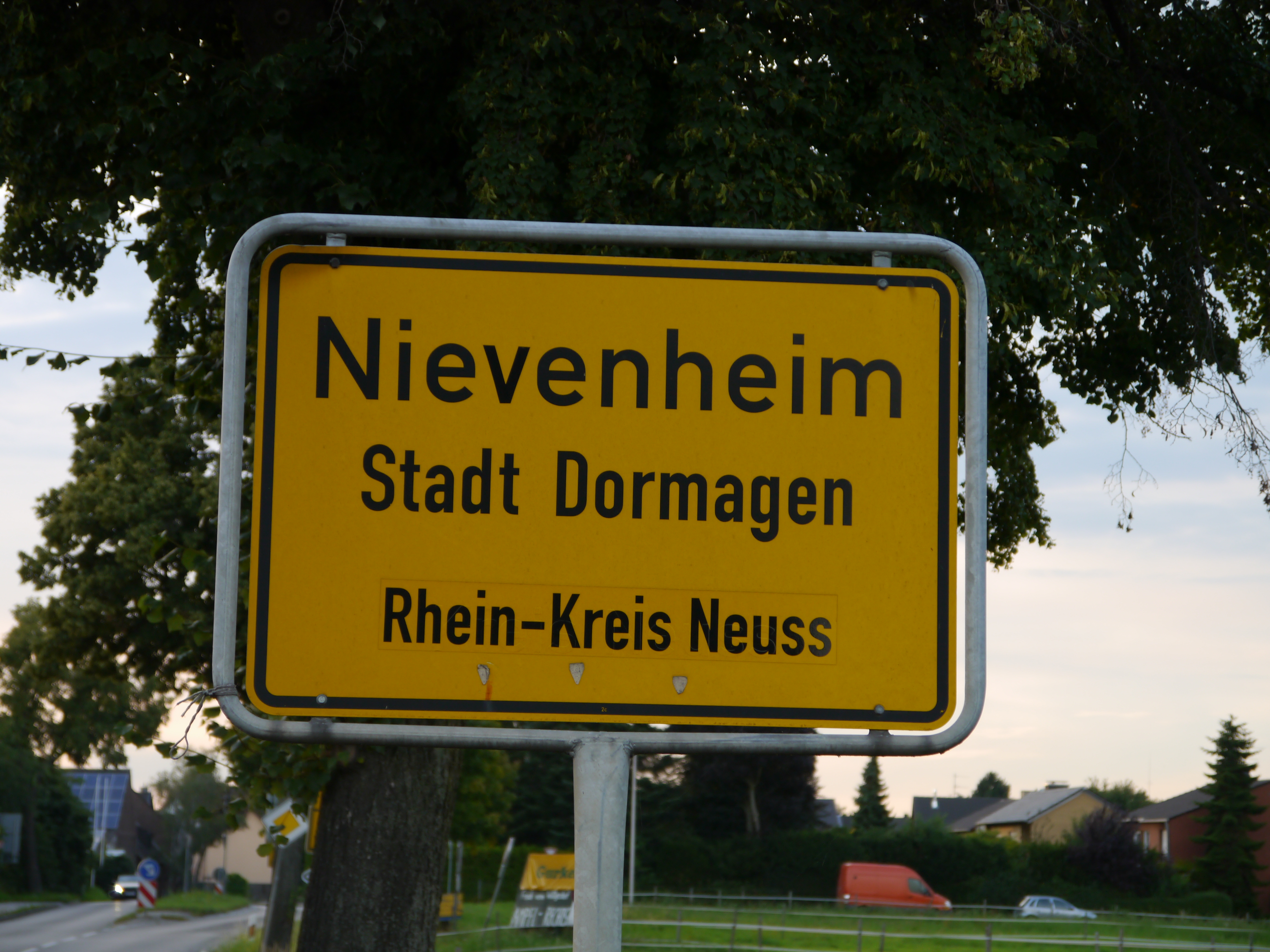
Ortseingangsschild von Nievenheim von Süden kommend

Östlich von Nievenheim befindet sich die mit Nievenheim zusammengewachsene Ortschaft Delrath, wobei die Bahnlinie Köln–Neuss (S 11) mit dem Bahnhof Nievenheim die Grenze bildet. Im Süden wird es durch Felder von dem 1,5 km entfernten Dorf Straberg und dem Straberg-Nievenheimer See getrennt. Weiter südöstlich folgt die Ortschaft Horrem. Nach Südwesten schließt sich direkt an Nievenheim die Ortschaft Ückerath; sie wird von einem Waldgebiet begrenzt. Drei Kilometer nördlich von Nievenheim liegt die Ortschaft Neuss-Allerheiligen.

## Geschichte

### Antike und Mittelalter
Nievenheim war schon in vorgeschichtlicher Zeit besiedelt. Das belegen Funde aus der Eisenzeit. 1973 wurde eine römische Villa ausgegraben und ferner wurden drei römische Weihesteine im früheren Amt Nievenheim gefunden. Im Jahre 476 nahmen germanische Franken den linken Niederrhein in Besitz. Nievenheim, damals noch Niuanhem, wurde Hauptort des Frankengaus. Eine andere Bezeichnung für Nievenheim ist Nievering, das bedeutet Nebenrhein.
Bereits 790 wurde der Gau Nievenheim urkundlich erwähnt. 1262 wurde Nievenheim Pfarrort. In einer Urkunde von 1297 (darin verbürgt sich der Ritter „Gottfried von Nivenheim“ mit „500 Mark auf Jahr und Tag“ für die Überlassung des Kelzenberger Hofes bei „Nivenheim“ durch Hermann von Kothusen an die Klarissen zu Neuss) ist Nievenheim erwähnt. Besiegelt wurde die Urkunde von Friedrich von Helpenheim, Domherr zu Köln, und drei weiteren Männern.
Ückerath bestand seit 1197 und gehörte nach einer Urkunde aus dem Jahre 1319 zum Fronhof in Eppinghoven.

### Neuzeit
1556 gelangte das Gnadenbild des göttlichen Salvator Mundi aus der Salvatorkirche Duisburg nach Nievenheim.
1741 wurde die Pfarrkirche St. Pankratius erbaut. Der Grundstein für die Kirche wurde am 20. März 1739 vom Pastor Krosch gelegt. Bis 1794 gehörte Nievenheim zum kurkölnischen Amt Hülchrath. 1815 wurde die Bürgermeisterei Nievenheim aus den Gemeinden Nievenheim – mit den Orten Ückerath, Delrath und Straberg – mit den Ortschaften Straberg und Knechtstedten – gebildet.
Im Jahre 1840 wurde der Turm der Pfarrkirche erhöht.
1911 wurde die Industriebahn Nievenheim-Zons gegründet.
1927 erfolgte die Umbenennung der Bürgermeisterei Nievenheim in das Amt Nievenheim. 1870 wechselte die Gemeinde Gohr von der Bürgermeisterei Nettesheim zur Bürgermeisterei Nievenheim.
1937 wurde die Gemeinde Broich, Amt Evinghoven, in die Gemeinde Gohr eingemeindet.
Im Mai 1955 wurde die evangelische Kreuzkirche an der Bismarckstraße eingeweiht. Am 30. Juni 1974 hatte das Amt Nievenheim 11.669 Einwohner auf 37,02 km². In den frühen 1970er Jahren gab es Überlegungen, die Ämter Nievenheim und Norf zu einer Gemeinde zusammenzuschließen, um damit einer Eingemeindung nach Dormagen und Neuss zu entgehen, dieses scheiterte jedoch. Das Amt Nievenheim wurde im Zuge der Gebietsreform in Nordrhein-Westfalen aufgelöst; Nievenheim gehört seit dem 1. Januar 1975 zu Dormagen.
1972 stand die Zinkhütte Nievenheim im Zentrum eines Giftmüllskandals.

### Bevölkerungsentwicklung
- 1961: 5741 (Gemeinde Nievenheim)
- 1970: 6994 (Gemeinde Nievenheim)
- 1974: 5376
- 1984: 5734
- 1994: 7153
- 2005: 9502
- 2006: 9604
- 2010: 9304 (Nievenheim: 6651, Ückerath: 2653)
- 2012: 9148 (Nievenheim: 6574, Ückerath: 2574)
- 2017: 9014 (Nievenheim: 6461, Ückerath: 2553)[5]
- 2018: 9132 (Nievenheim: 6572, Ückerath: 2560)
- 2019: 9306 (Nievenheim: 6772, Ückerath: 2534)
- 2020: 9284 (Nievenheim: 6751, Ückerath: 2533)
- 2021: 9307 (Nievenheim: 6773, Ückerath: 2534)[1]

### Wappen
In von Blau und Silber gespaltenem Schild im rechten Felde auf einer silbernen Kugel das Bild des Salvators im goldenen, rotgefütterten und mit blauen Leisten geschmückten Mantel und mit einer goldenen Krone und goldenem Nimbus mit Strahlenbündel. Die rechte Hand ist zum Segen erhoben, in der linken eine blaue mit Gold verzierte Weltkugel.
Im linken Feld ein schwarzer Balken, darüber ein nach rechts gerückter schwarzer Rosskamm.

## Kultur und Freizeit

### Sehenswürdigkeiten

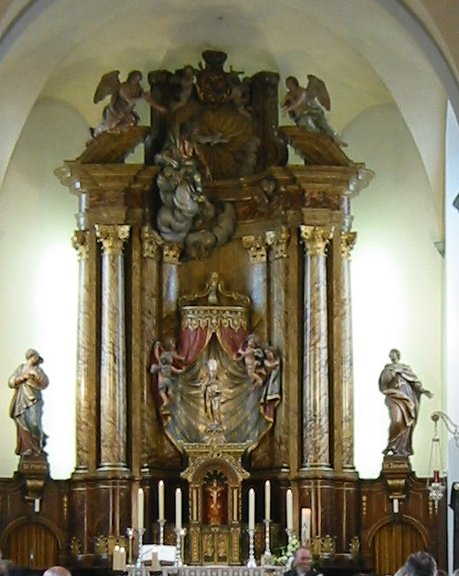
St. Pankratius, Salvatoraltar
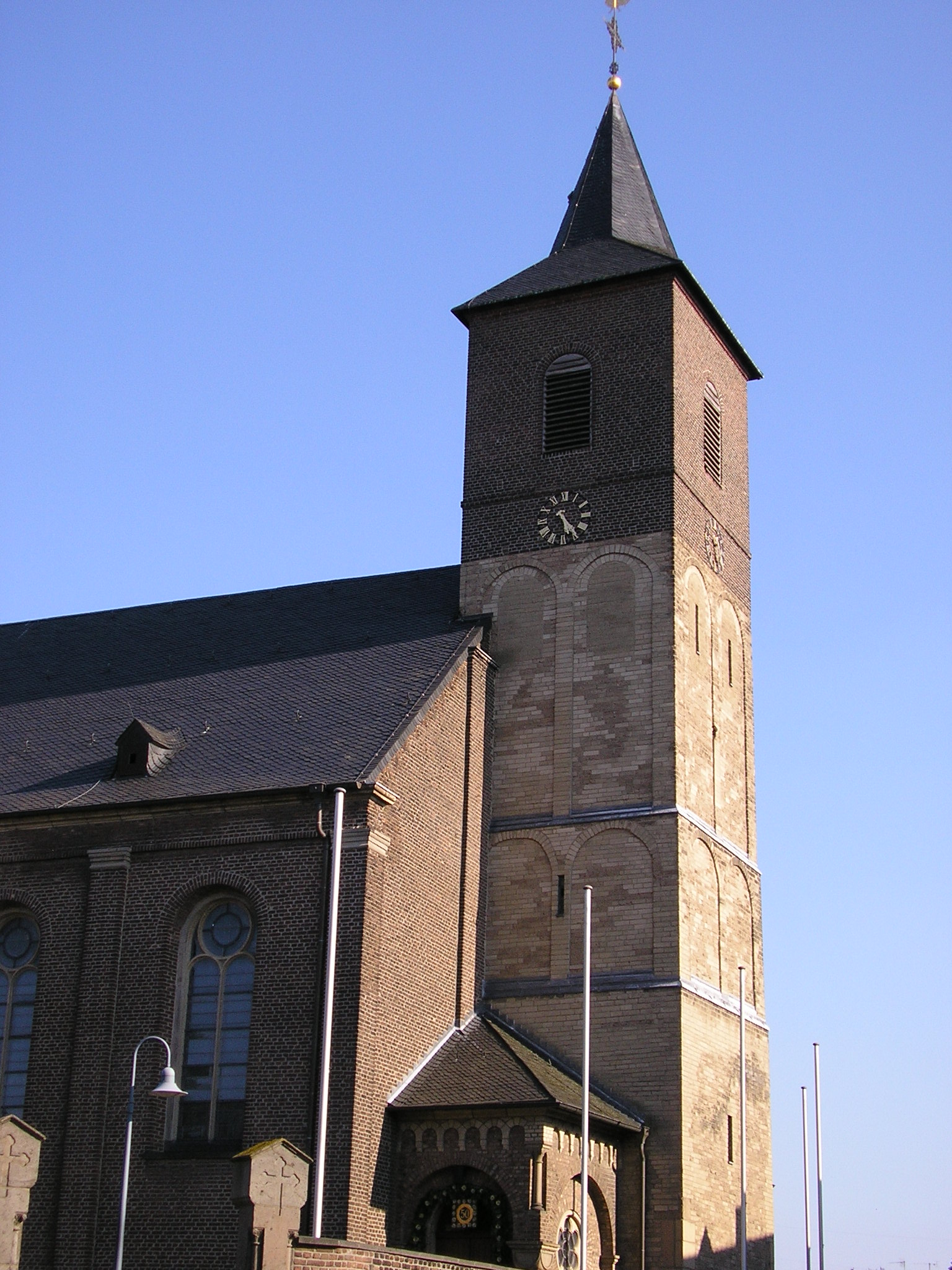
St. Pankratius, Westturm. Romanische Untergeschosse 12. Jahrhundert
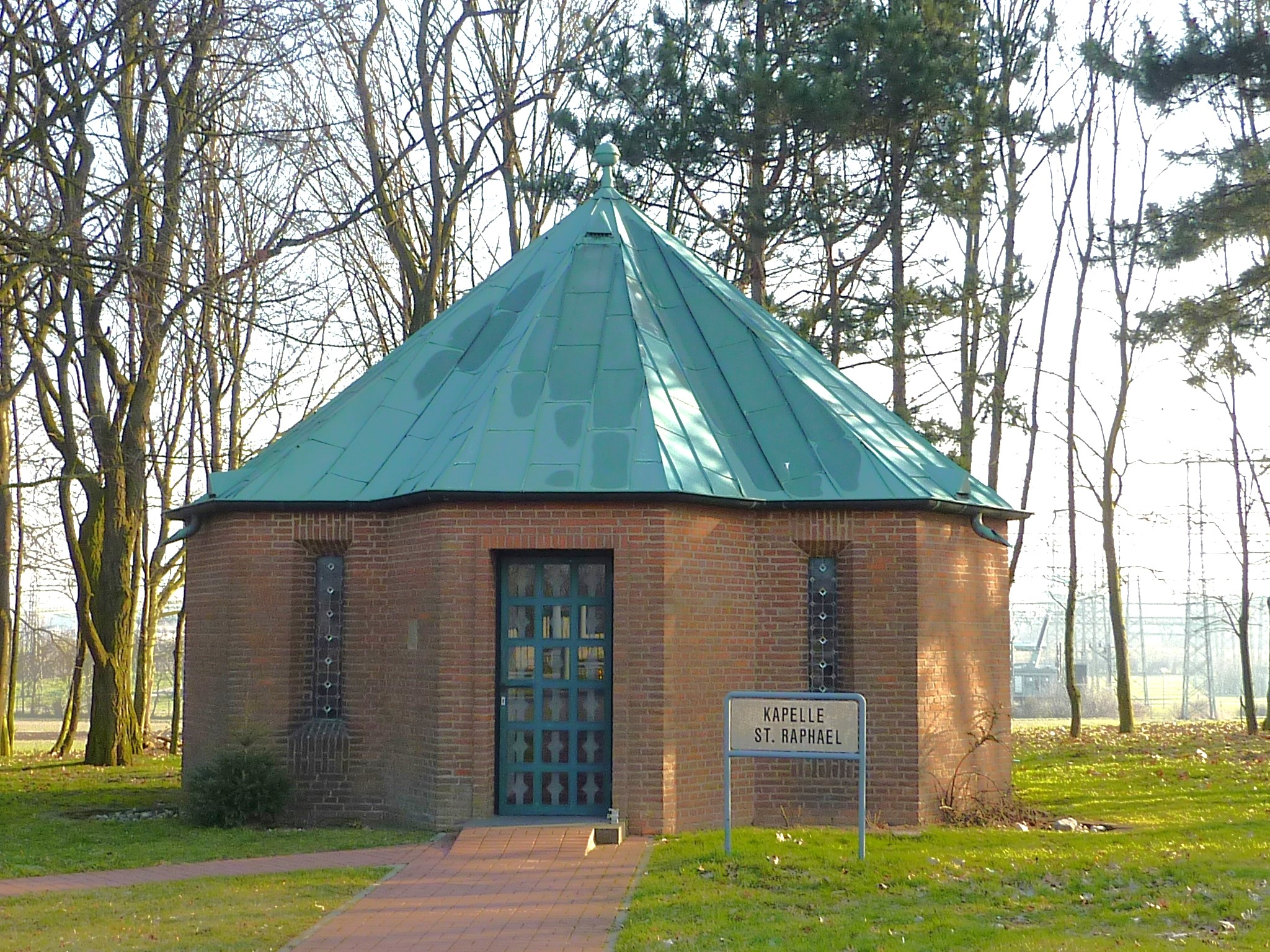
Autobahnkapelle St. Raphael
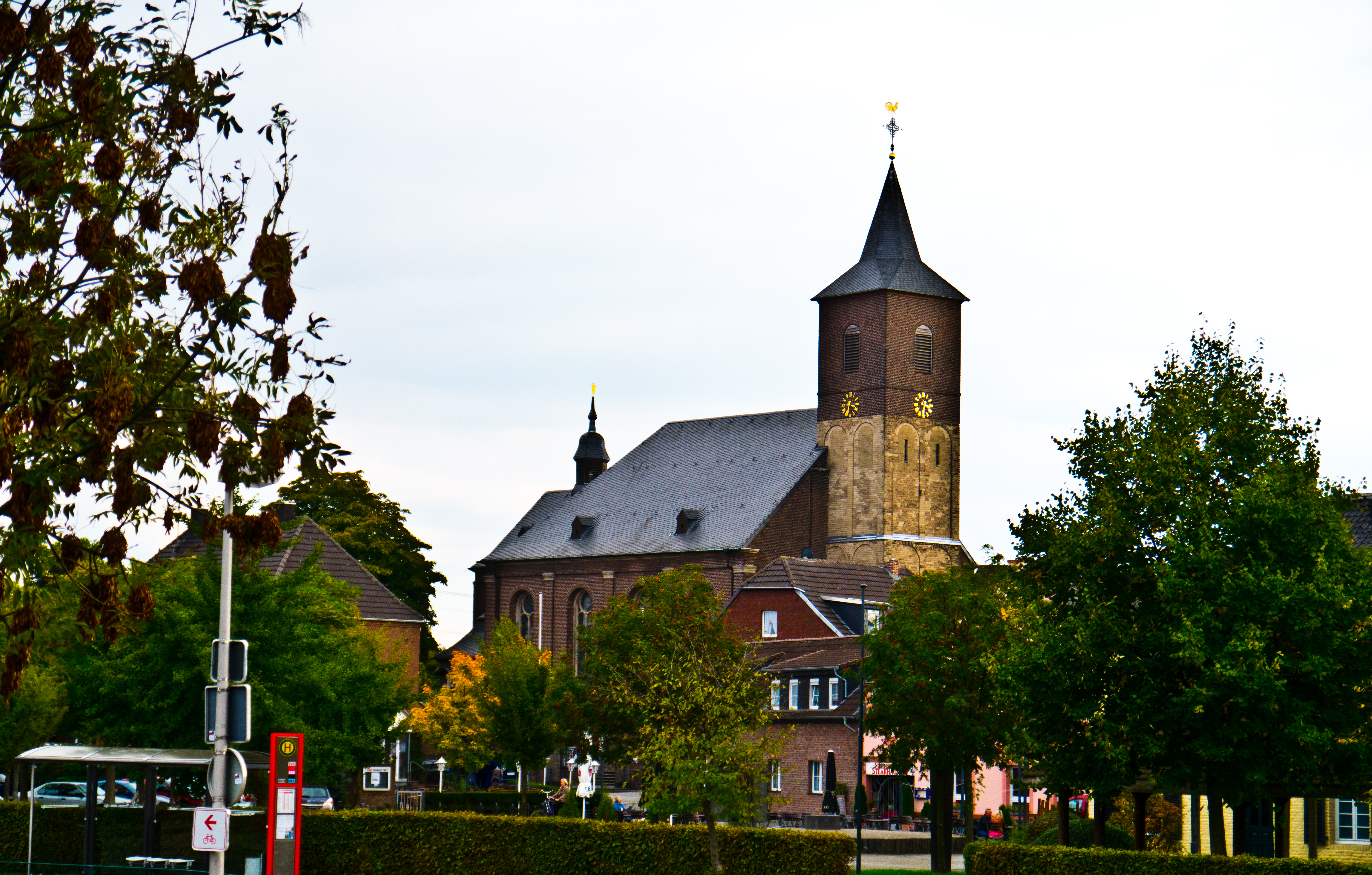
Blick auf St. Pankratius-Kirche in Nievenheim über den Dorfplatz.
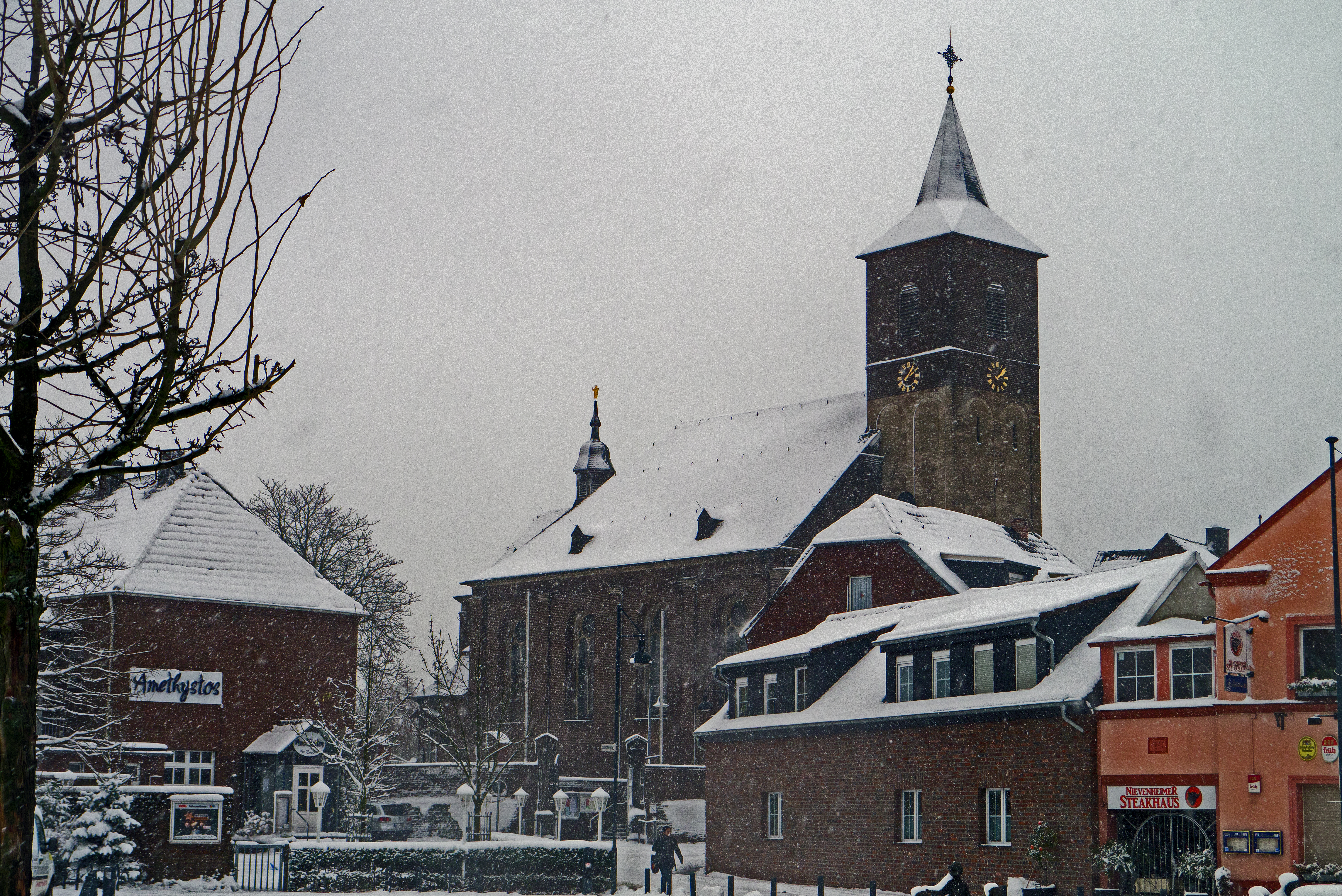
Nievenheimer St. Pankratius-Kirche im Winter
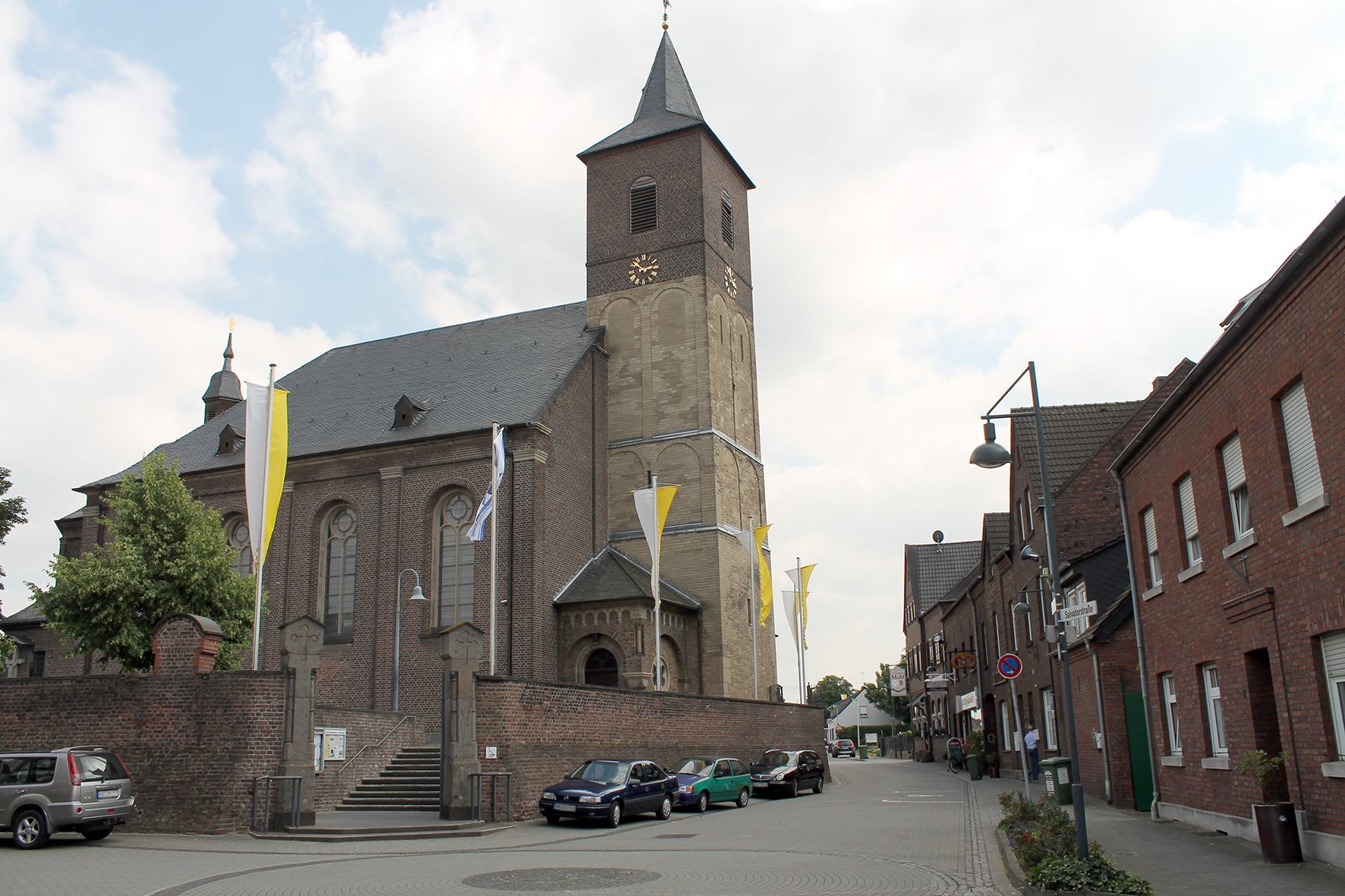
Nievenheim – Conrad-Schlaun-Straße
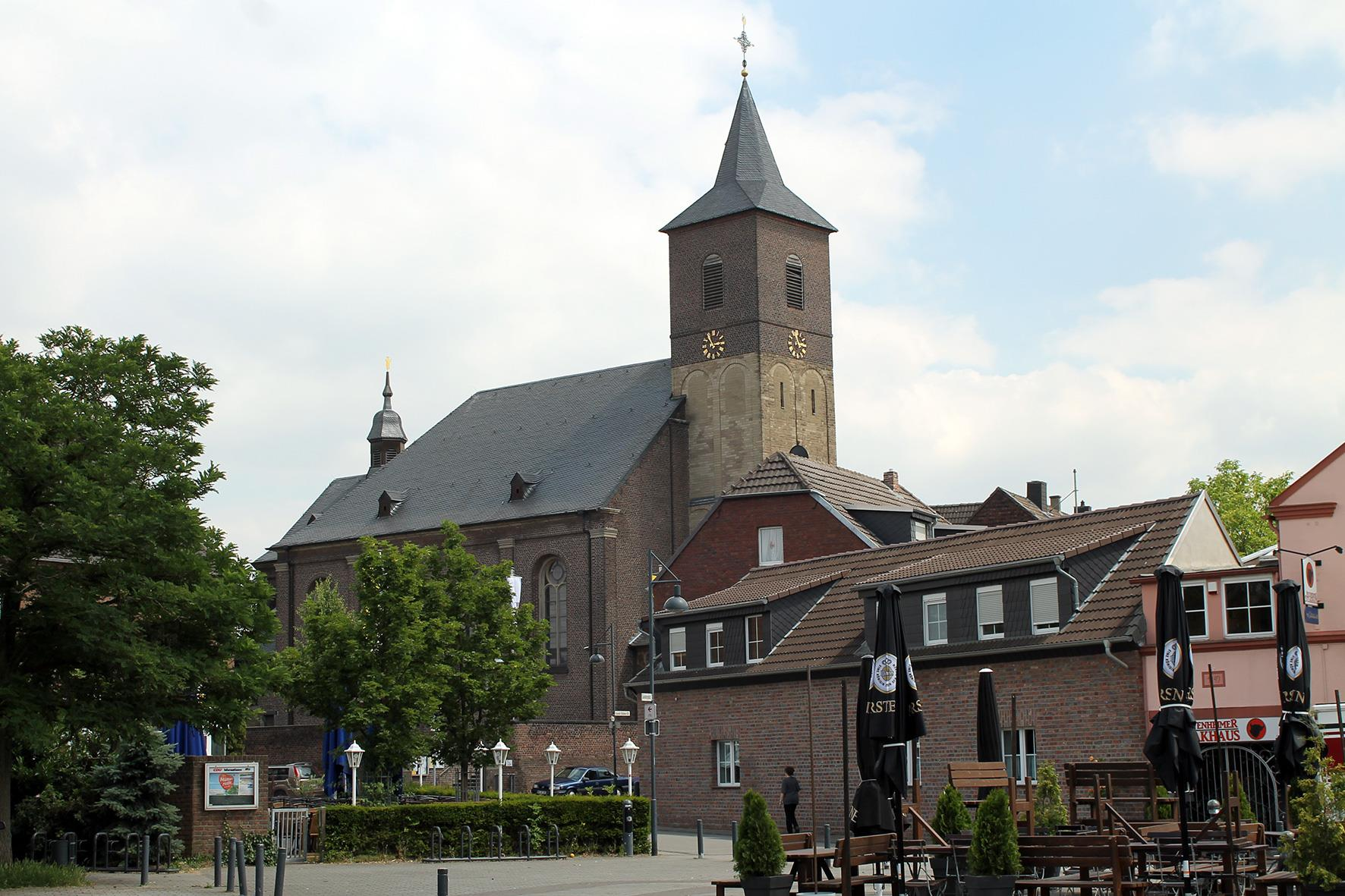
Nievenheim Katholische Kirche
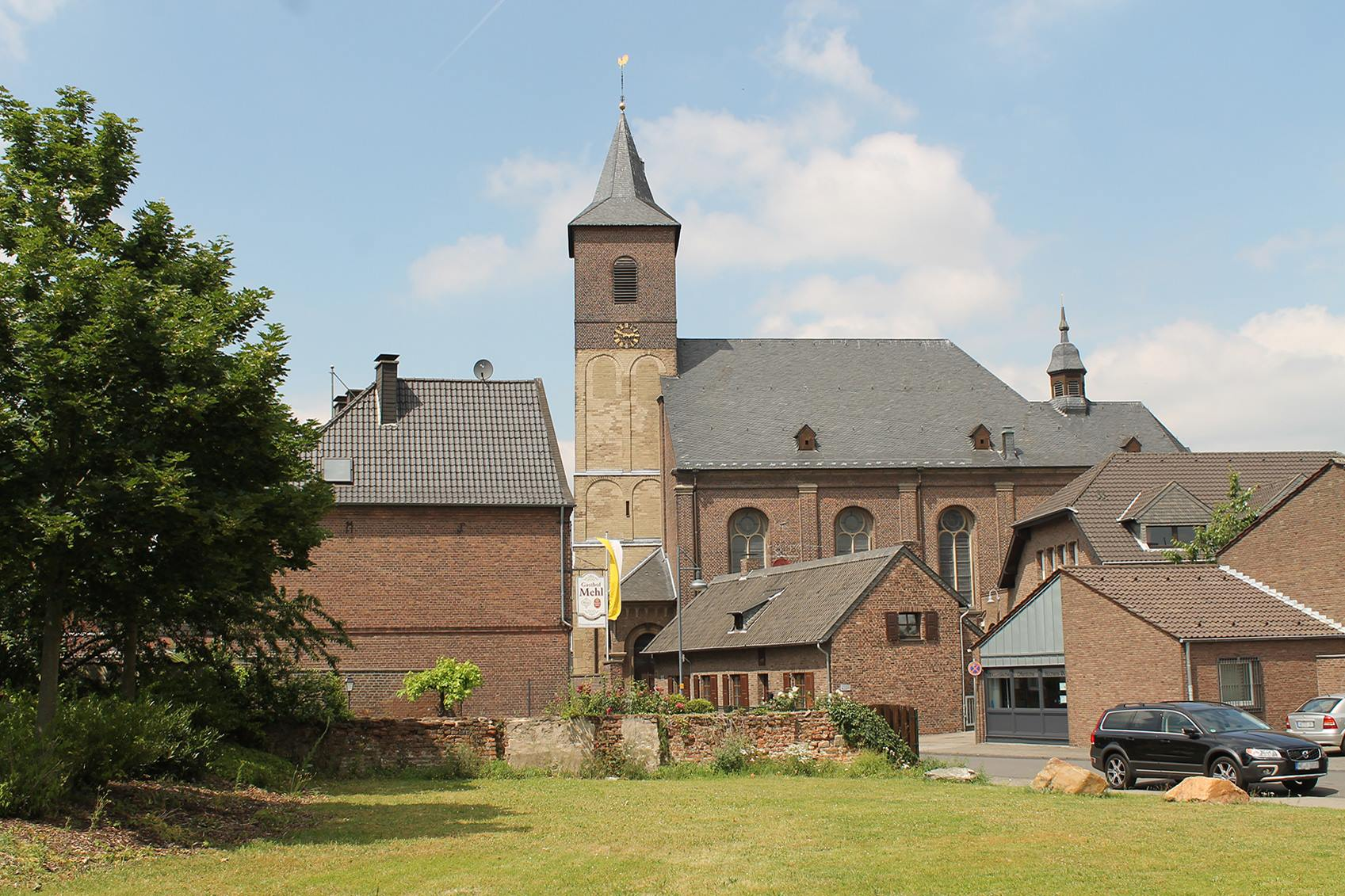
Nievenheim – St. Pankratius

Eine besondere Bedeutung hat die Pfarrkirche St. Pankratius. Es handelt sich hierbei um eine dreischiffige Backstein-Hallenkirche. Hermann von Alffter, im 15. Jahrhundert Glockengießer aus Alfter bei Bonn, schuf 1478 für die Pfarrkirche in Nievenheim eine Glocke. In der Kirche befinden sich drei kunstvolle Barockaltäre, die von Johann Conrad Schlaun entworfen wurden. Die Schnitzarbeiten führte Christoph Mannskirchen aus Münster aus, die Tischlerarbeiten Ägidius Rheindorf aus Köln. Der rechte Seitenaltar wurde von Johann Conrad Schlaun und seiner Frau gestiftet. Vor der Kirche steht eine achtseitige Kapelle, die im Jahre 1805 erbaut wurde. Der Kirchplatz wird von einer Mauer, die Stationen des Kreuzwegs beinhaltet, umschlossen. Die Stationen wurden vom Pfarrer Rumpens gestiftet und 1891 geweiht.

### Erholung
Man kann im Sommer im Straberg-Nievenheimer See (zwischen Nievenheim und Straberg) schwimmen.

## Sport

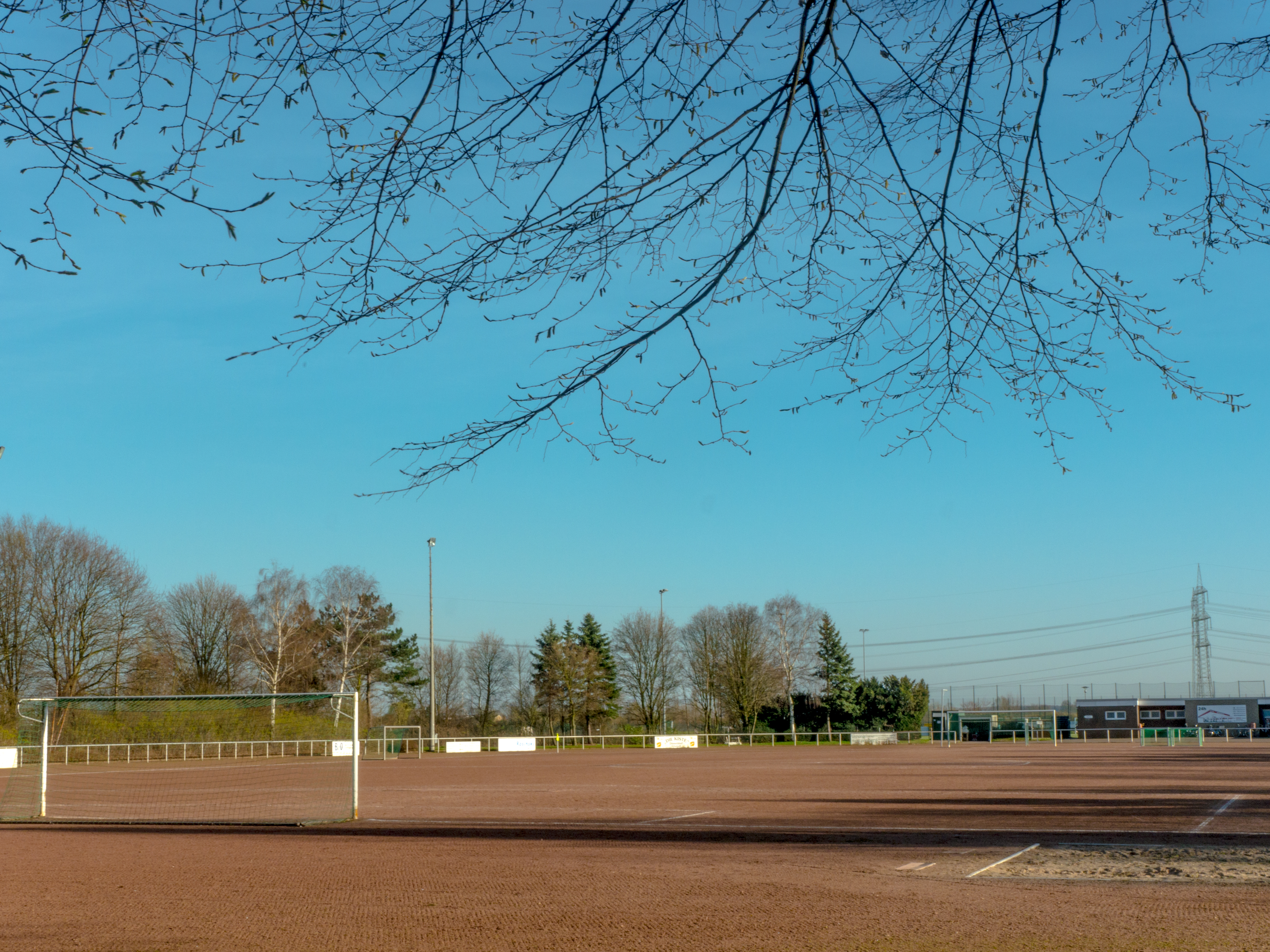
Ascheplatz von Nievenheim

Es gibt eine Sportanlage an der Gesamtschule. Der Sportverein AC-Ückerath fördert Menschen mit besonderem Interesse an den Kampfsportarten Taekwondo und Ringen. Seit Oktober 2011 hat er auch eine eigene Ringerhalle, die auch zum Landes- und Bundesstützpunkt für weibliches Ringen ernannt wurde. In der Dreifachturnhalle der Bertha-von-Suttner-Gesamtschule finden auch diverse andere Sportaktivitäten statt wie zum Beispiel Judo, Volleyball, Fußball und Badminton.
Das Hallenbad im Nordosten von Nievenheim wurde Sommer 2017 geschlossen; Schwimmer müssen nun in das neue Stadtbad „Sammys“ ausweichen. Außerdem gibt es einen Sportplatz an der Südstraße (Ascheplatz und Kunstrasenplatz), auf dem der VdS Nievenheim seine Spiele bestreitet. Der Kunstrasenplatz wurde im Jahr 2005 eröffnet. Bis dato trugen alle Mannschaften des VdS Nievenheim ihre Spiele auf dem alten Ascheplatz aus.

## Wirtschaft und Infrastruktur

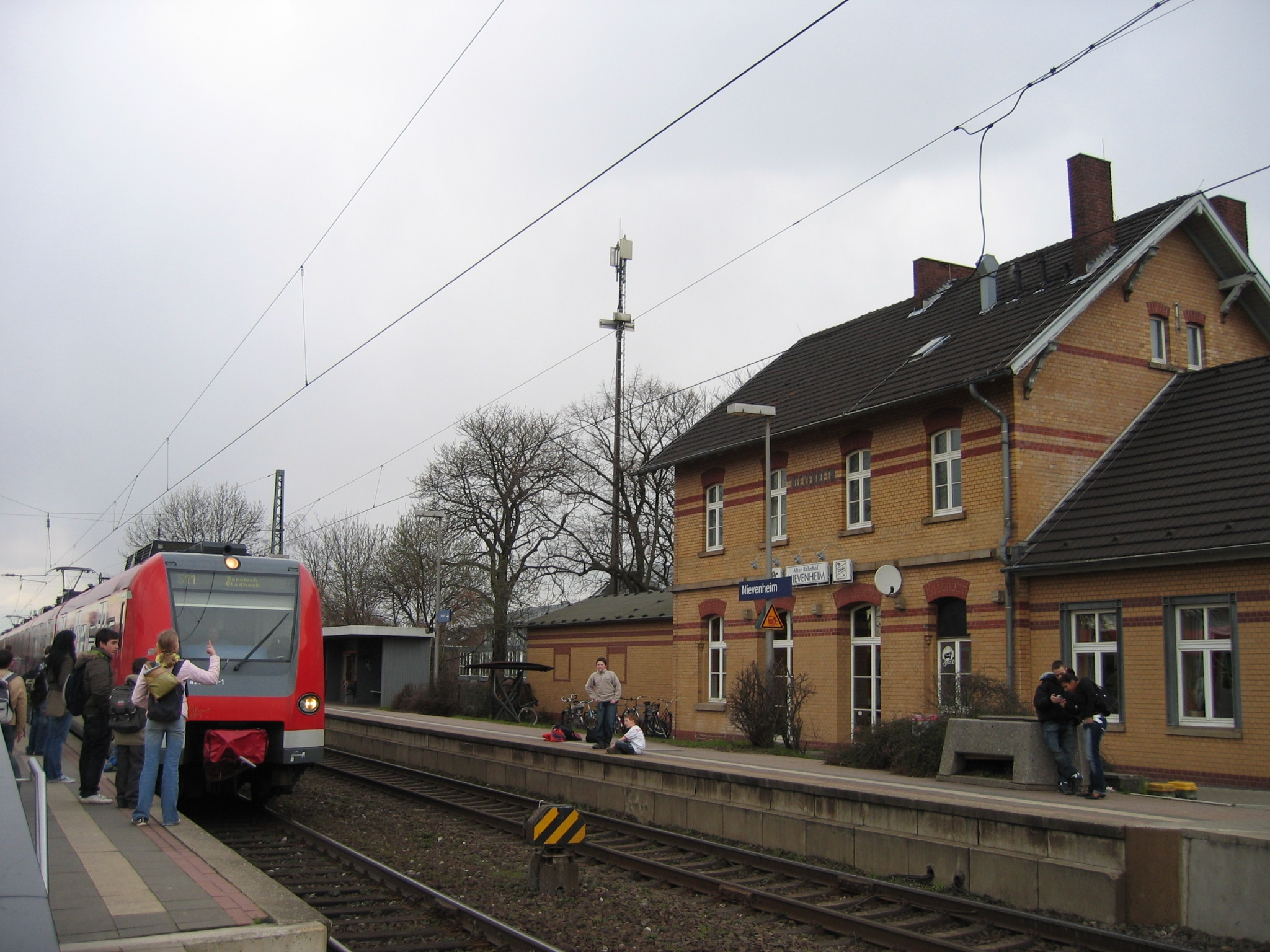
S-Bahnhof Nievenheim

Neben einigen gewerblichen Betrieben bestehen immer noch einige landwirtschaftliche Betriebe, die auch einen Hofladen besitzen. Des Weiteren gibt es mehrere Ärzte, Apotheken, Einkaufsmärkte sowie einen gut sortierten Einzelhandel.

### Verkehr
Nievenheim hat einen eigenen Bahnhof an der Bahnstrecke Köln–Kleve. Mit der S 11 erreicht man innerhalb von 30 Minuten Düsseldorf und Köln.
| Linie | Verlauf / Anmerkungen | Takt (Mo–Fr) |
| ----- | --- | ------------ |
| S 11  | D-Flughafen Terminal – D-Unterrath – D-Derendorf – D-Zoo – D-Wehrhahn – Düsseldorf Hbf – D-Friedrichstadt – D-Bilk – D-Völklinger Straße – D-Hamm – NE Rheinparkcenter – NE Am Kaiser – Neuss Hbf – Neuss Süd – Norf – NE-Allerheiligen – Nievenheim – Dormagen – Dormagen-Chempark – Köln-Worringen – K-Blumenberg – K-Chorweiler Nord – K-Chorweiler – K-Volkhovener Weg – K-Longerich – K-Geldernstraße/Parkgürtel – K-Nippes – K-Hansaring – Köln Hbf – K-Messe/Deutz – K-Buchforst – K-Mülheim – K-Holweide – K-Dellbrück – Duckterath – Bergisch Gladbach Stand: Fahrplanwechsel Dezember 2023 | 20 min       |

Durch Nievenheim fahren auch mehrere Stadtbusse der Busgesellschaft StadtBus Dormagen. Von der Anschlussstelle Dormagen der A 57 gelangt man über die Landstraße L380 nach Nievenheim.

### Bildung

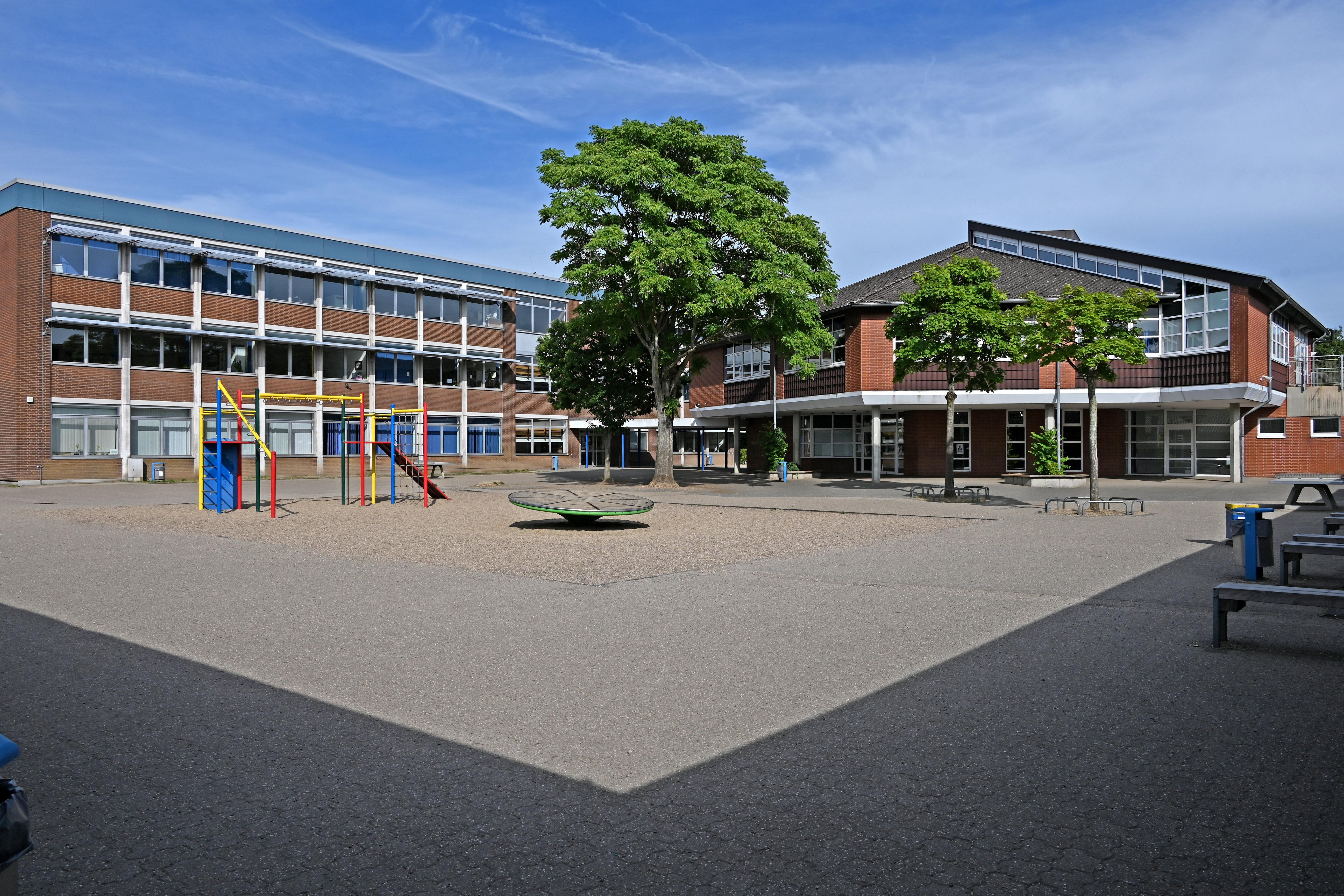
Bertha-von-Suttner-Gesamtschule

In Nievenheim gibt es sieben Kindergärten, zwei Grundschulen (Salvatorschule und Friedensschule) und die Bertha-von-Suttner-Gesamtschule. 

### Medien
- Neuß-Grevenbroicher-Zeitung – regionale Tageszeitung, Neusser Zeitungsverlag GmbH, zur Rheinischen Post gehörig
- Schaufenster – lokales Anzeigenblatt (Dienstag & Samstag), Neusser Druckerei und Verlag GmbH
- Rheinischer Anzeiger – lokales Anzeigenblatt (Mittwoch), Neusser Druckerei und Verlag GmbH

## Politik
In Nievenheim sind SPD und CDU im Ortsleben fest verankert. Beide Ortsverbände entsenden in den Rat der Stadt Dormagen bei den Kommunalwahlen gewählte Mitglieder. Die beiden Ortsvereine sind auch für die Stadtteile Ückerath und Delrath verantwortlich. Die anderen im Stadtrat sitzenden Parteien sind meist im ganzen Stadtgebiet Dormagen aktiv.
Der letzte Bürgermeister der selbstständigen Gemeinde Nievenheim war Gerhard Woitzik von der Zentrumspartei (1969–1975).

## Vereinsleben
Nievenheim und Ückerath haben mehrere Vereine:

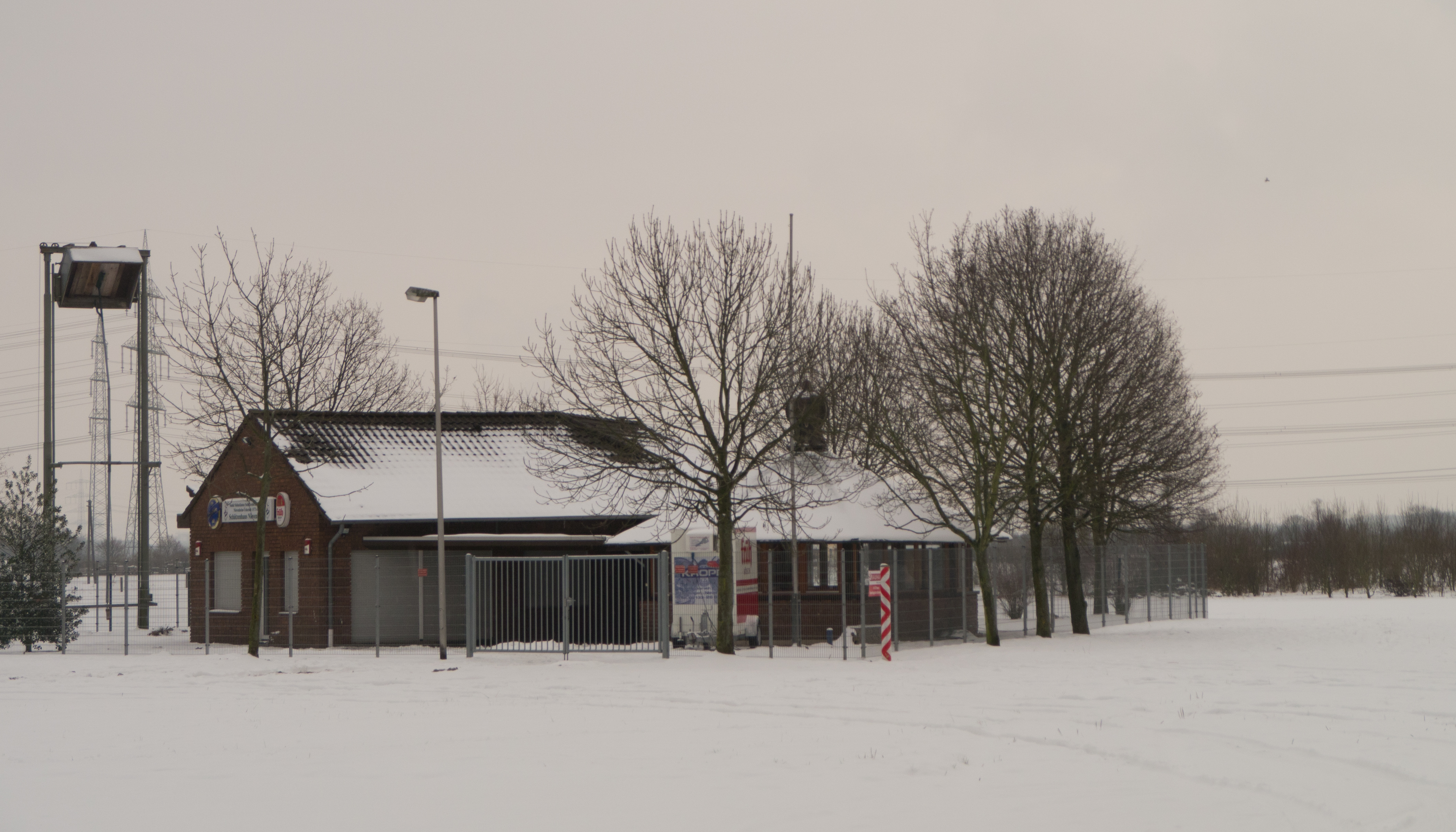
Nievenheimer Schützenhaus im Winter
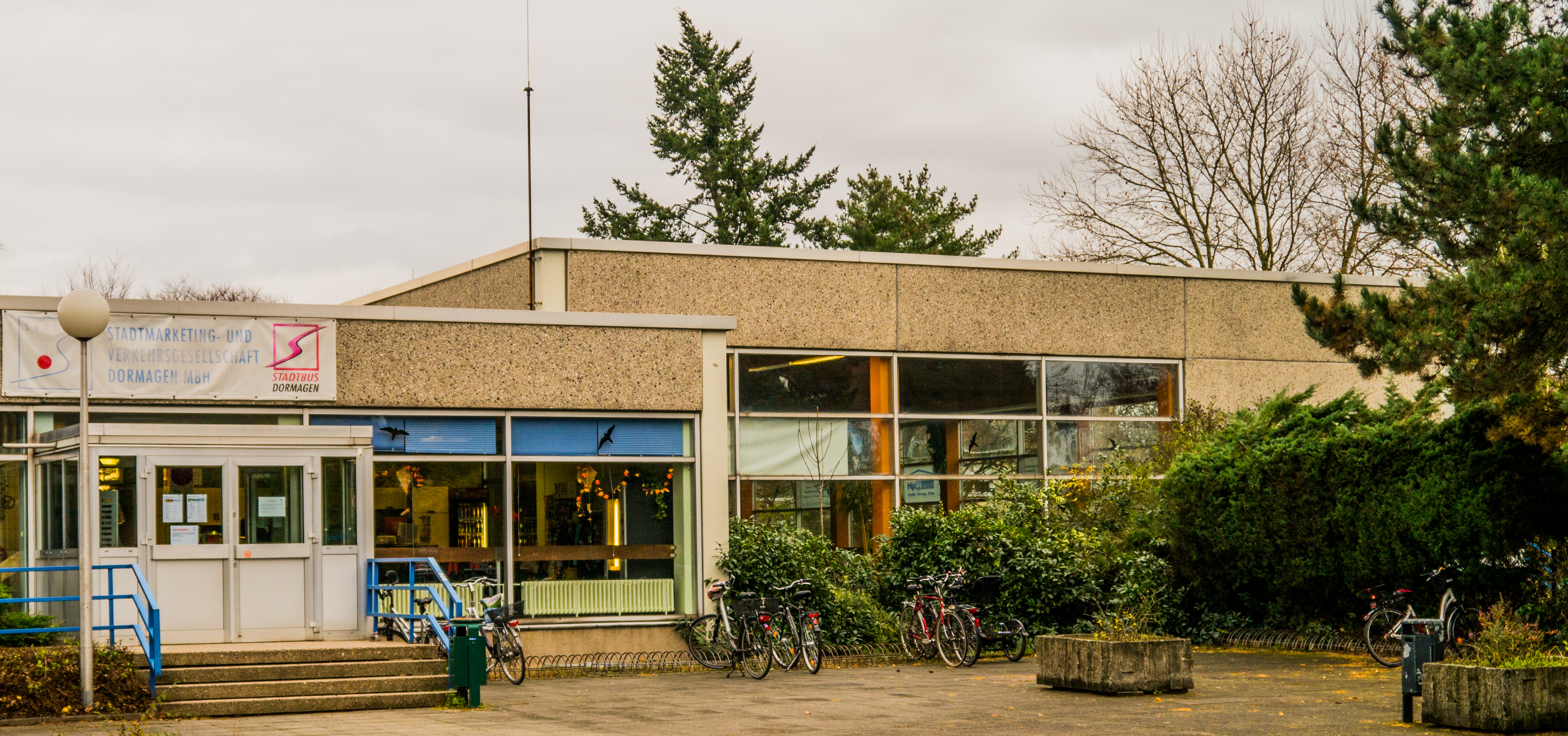
Eingangsbereich des Nievenheimer Schwimmbades

- Der wohl größte Verein ist die Sankt Sebastianus Schützenbruderschaft Nievenheim Ückerath von 1573 e. V. Dieser Schützenverein wurde 1926 wiederbelebt. Das Schützenfest wird jährlich am zweiten Sonntag im Juli gefeiert.
- Kirmesgesellschaft Selde Blömche
- Tambourcorps „Eintracht“ 1920 Ückerath e. V.
- Tambourcorps Concordia 1929 Nievenheim
- Ebenso verfügen Nievenheim und Ückerath über drei Karnevalsvereine und eine Garde Civile; in Nievenheim sind es die KG Blau-Weiß Löstige Jonge und in Ückerath die KG Rot-Weiß. Neu gegründet hat sich der Karnevalsverein „Die Ückerather Piraten“.
- Freiwillige Feuerwehr Dormagen, Löschzug Nievenheim seit 1907
- Die Katholische Frauengemeinschaft Nievenheim-Ückerath wurde im Jahr 1919 gegründet und hat ca. 500 Mitglieder. Sie ist damit der größte Frauenverein im Dekanat Dormagen.
- Der AC Ückerath, dessen Ringer weit über die Stadtgrenzen hinaus bekannt sind. Eine weitere Sportart ist Taekwondo.
- Verein der Sportfreunde Nievenheim e. V. (VdS Nievenheim) mit Abteilungen für Fußball, Radsport, Judo, Turnen u. a.
- Verein der Freunde von Saint André e. V. Nievenheim, der die Partnerschaft zur französischen Stadt Saint André ins Leben rief.
- Imkerverein Nievenheim und Umgebung e. V.
- Weiterhin gibt es den Rassegeflügelzuchtverein, RGZV Nievenheim, der 1946 gegründet wurde. Hühner-, Tauben- und Entenzüchter sorgen dafür, dass die verschiedensten Geflügel-Rassen weiterbestehen.
- Seit 2019 gibt es dazu auch noch den Judo-Club Nievenheim der mehrmals jährlich Wettkämpfe ausrichtet

## Persönlichkeiten
- Wilhelm Geisler (* 1935), Anglist, Fachdidaktiker und Hochschullehrer